# Schloss Hoheneck

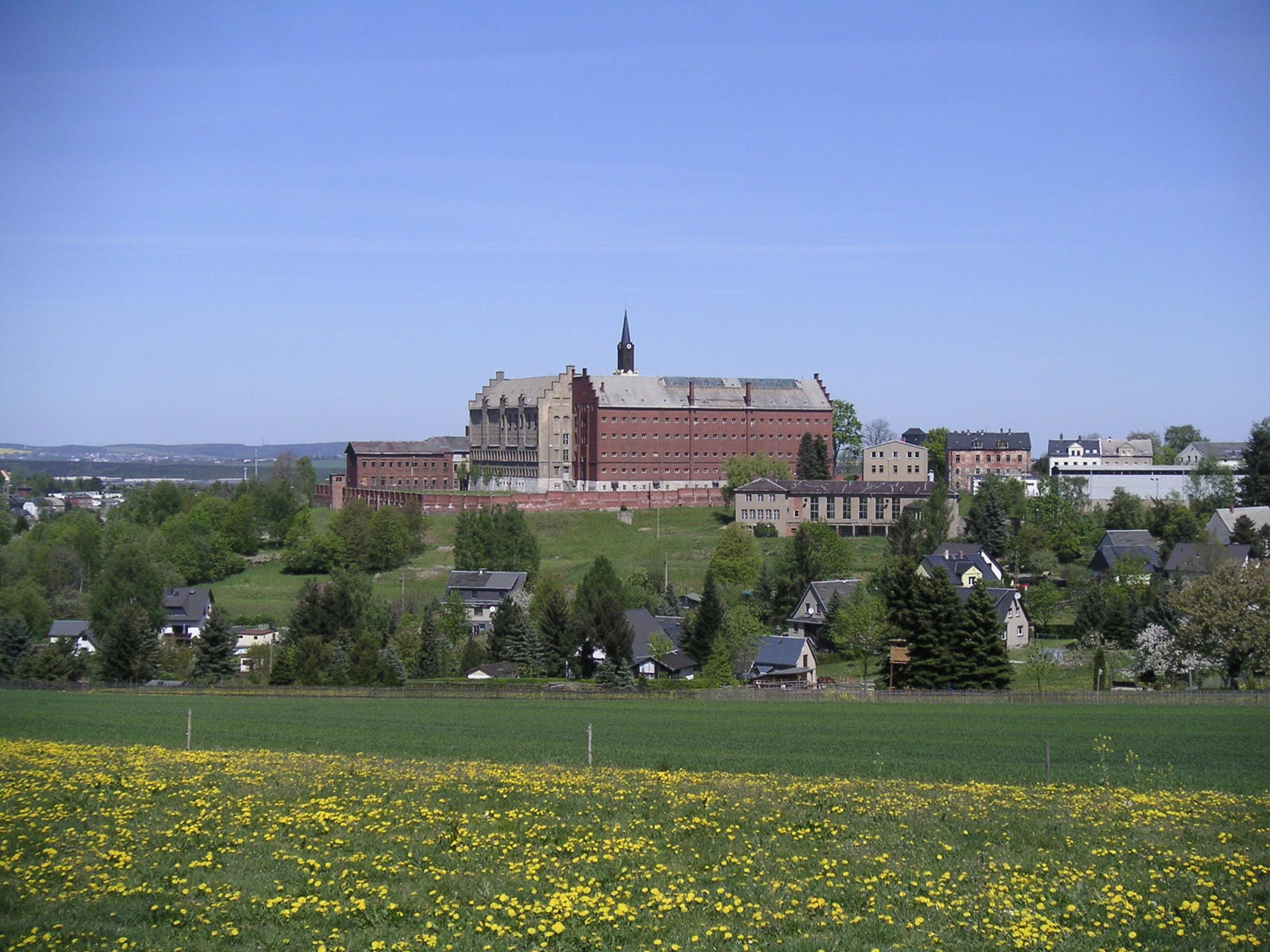
Schloss Hoheneck

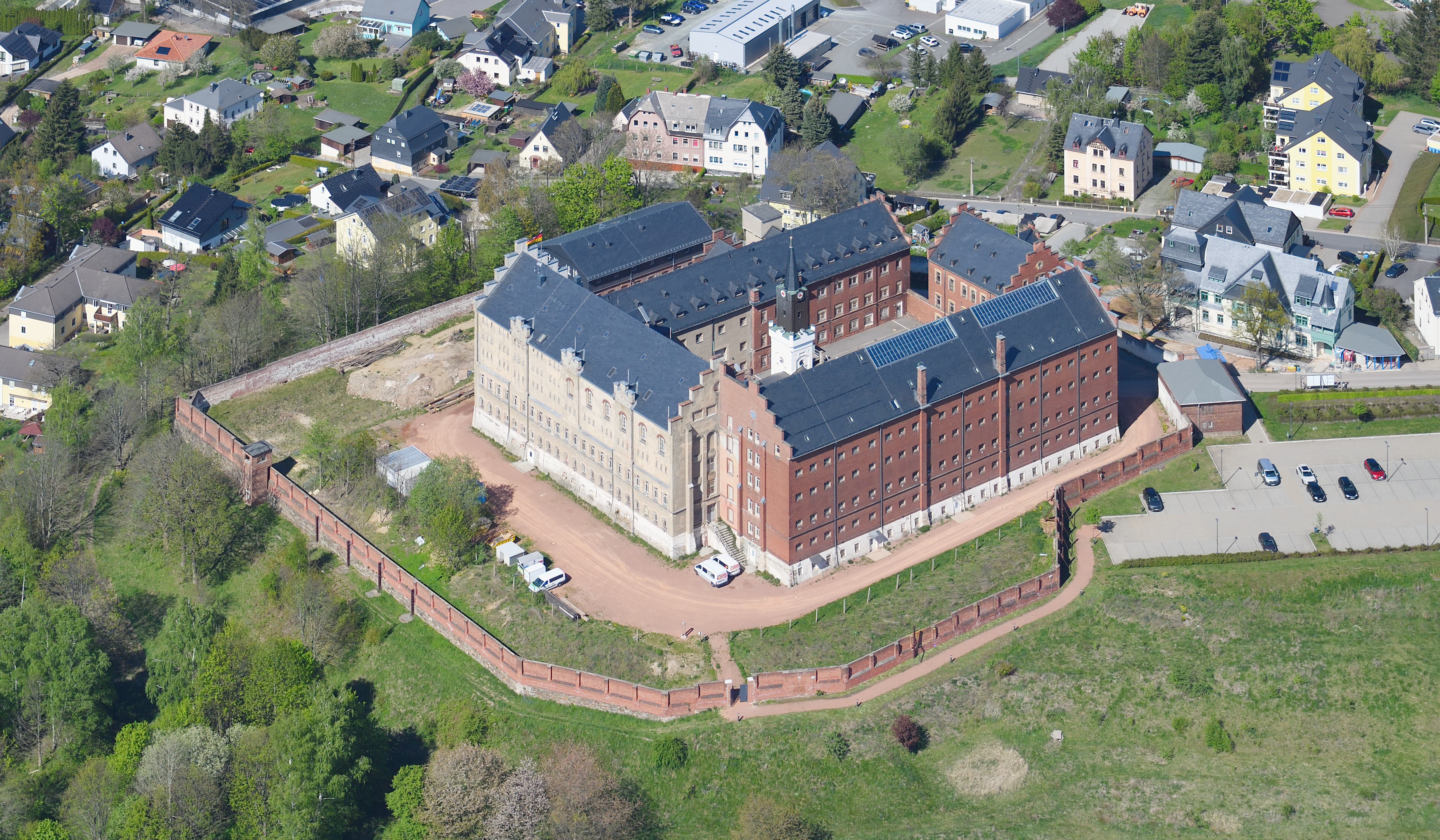
Luftbild (2025)

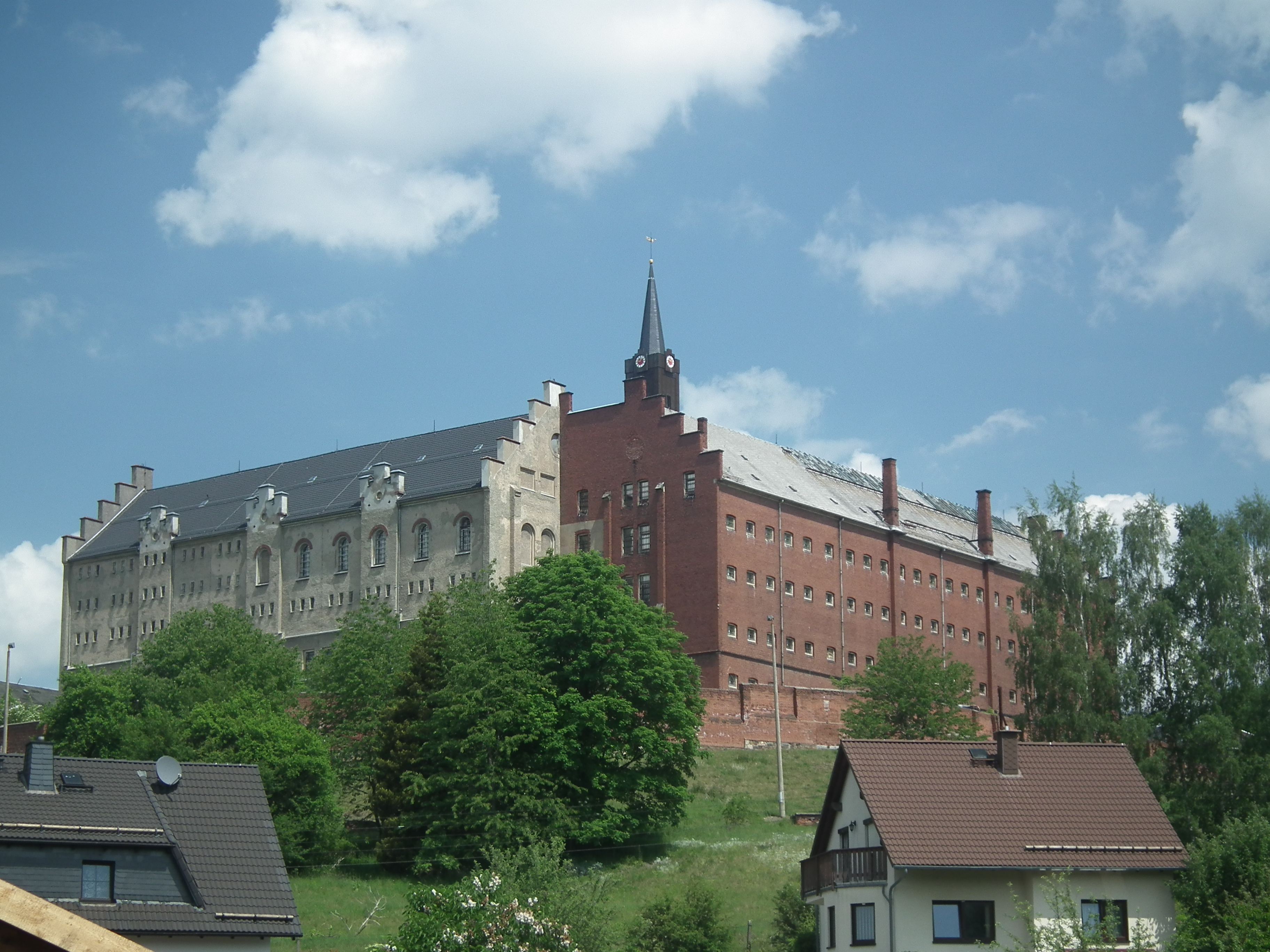
Schloss Hoheneck (2012)

Das Schloss Hoheneck ist ein aus der im Jahr 1244 erwähnten „Stal(e)burch“ hervorgegangenes Schloss in der Großen Kreisstadt Stollberg im sächsischen Erzgebirgskreis. Überregional bekannt ist das seit dem 17. Jahrhundert als Gefängnis genutzte Gebäude durch seine Nutzung als Frauengefängnis Hoheneck (1862 bis 2001).

## Geographische Lage
Das Schloss Hoheneck liegt auf einer Anhöhe südöstlich der Stollberger Altstadt im Erzgebirge. Um das Schloss entwickelte sich der heutige Stollberger Ortsteil Hoheneck.
Geupel beschreibt die Lage der ehemaligen Burg folgendermaßen (Zitat): „Im Osten von Stollberg auf einem nach Westen gerichteten Bergsporn über dem Gablenzbach“.

## Geschichte

### Mittelalterliche Stal(e)burc (1244 bis 1564)
Die vermutlich um 1200 errichtete Stal(e)burc wurde im Jahr 1244 erstmals urkundlich durch einen „Hugo von Staleburgk“ (lt. Geupel: 1244 „Hugo von Staleburc“) erwähnt. Die mittelalterliche Grenzfeste wurde Sitz und Zentrum des neu besiedelten Gebietes am Rand des Erzgebirges, aus dem sich die Herrschaft Stollberg bildete. Die ersten Besitzer der Burg waren die Erkenbertinger, die sich später als Burggrafen von Starkenberg bezeichneten. Diese wurden im 11. Jahrhundert in Tegkwitz im Altenburger Land sesshaft. Erkenbert IV. von Tegkwitz besiedelte Ende des 12. Jahrhunderts das Gebiet der späteren Herrschaft Stollberg. Er nannte die Staleburgk im Jahr 1278 sein Eigen. Nachdem die Schönburger das Gebiet um 1300 übernommen hatten, verkauften sie es im Jahr 1367 an König Karl IV. von Böhmen. Die immer mit der Burg in Verbindung stehende Stadt Stollberg wird als solche (civitas) erstmals 1343/46 urkundlich erwähnt, die erste Nennung erfolgte bereits im Jahr 1296. Der Name der Stadt wandelte sich von „Stolburg“ (1412) zu „Stolbergk“ (1459).
Die Staleburg ging im Jahr 1459 als böhmisches Lehen an Sachsen über. 1473 kaufte der durch den Silberbergbau im Erzgebirge reich gewordene Bischof von Meißen Dietrich IV. von Schönberg mit seinen Neffen Heinrich und Caspar von Schönberg die Burg und die Herrschaft Stollberg. Seit der Leipziger Teilung 1485 war die Herrschaft Stollberg albertinisch und gehörte zum Herzogtum Sachsen, das durch die Wittenberger Kapitulation 1547 zum Kurfürstentum Sachsen erhoben wurde. Der heutige Stollberger Ortsteil Hoheneck ist aus dem einstigen Vorwerk der Staleburg hervorgegangen. Mit der Übernahme des im 16. Jahrhundert auf den Grundmauern der Staleburg errichteten Schlosses durch die Wettiner wurde aus dem Vorwerk im Jahr 1564 ein kursächsisches Kammergut.
Das Schlossareal wurde als Burgstall der mittelalterlichen Burg bereits am 15. Juli 1970 als geschütztes Bodendenkmal eingetragen.

### Kurfürstliches Schloss Stollberg bzw. Hoheneck (1564 bis 1862)

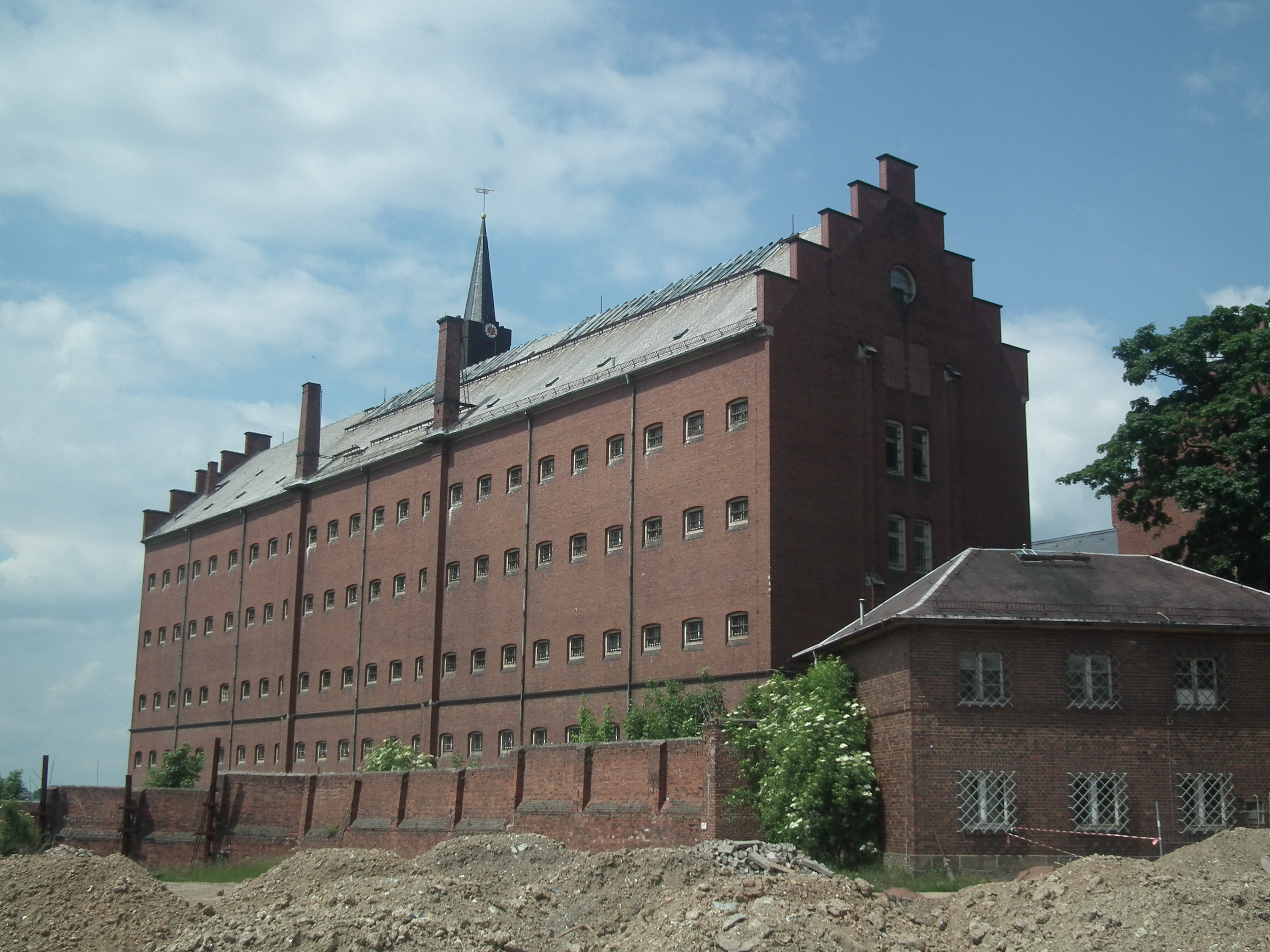
Schloss Hoheneck (2012)

Nachdem die Herren von Schönberg die Herrschaft Stollberg mit der Stadt und der Burg im Jahr 1564 an den sächsischen Kurfürsten August I. verkauft hatten, wurde die Herrschaft Stollberg in das kurfürstliche Amt Stollberg umgewandelt. Kurfürst August funktionierte die Burg zu einem Jagdschloss um. Allerdings war bereits 1567 die Zeit der Jagdfeste auf dem Jagdschloss Stollberg vorbei, da der Kurfürst zu viel Geld für den Bau des Jagdschlosses Augustusburg (1567 bis 1572) benötigte. Im Jahr 1602 wurde das Jagdschloss Stollberg durch einen Brand zerstört. Das neue Amtshaus wurde zwischen 1606 und 1609 im vorderen Teil des Schlosses errichtet. Im Dreißigjährigen Krieg (1618 bis 1648) wurde das Schloss Stollberg wieder zerstört.
Im 17. Jahrhundert wurde das Schloss Stollberg als Untersuchungsgefängnis genutzt. Zu dessen Zweck wurde ein neuer Bergfried (der heutige Uhrenturm) im Hohen Eck errichtet, wovon sich der neue Name des Schlosses und der darum entstandenen Siedlung Hoheneck ableitete. Der Name „Hoheneck“ erschien erstmals im Jahr 1704 als amtliche Bezeichnung auf einem Lehensschein. Ab 1706 wurde er auch als Name für das Schloss und das Gut eingeführt. Ein neues Amtshaus entstand im Jahr 1812. Durch die Sächsische Landgemeindeordnung von 1838 wurde die Gutssiedlung Hoheneck eine selbstständige Gemeinde. Ihre Flächen wurden im Jahr 1845 aufgeteilt und an Privatleute verteilt. Das Rentamt und das Justizamt Stollberg befanden sich bis 1856 in dem 1815 wieder aufgebauten Schloss Stollberg.

### Schloss Hoheneck als Gefängnis (1862 bis 2001)

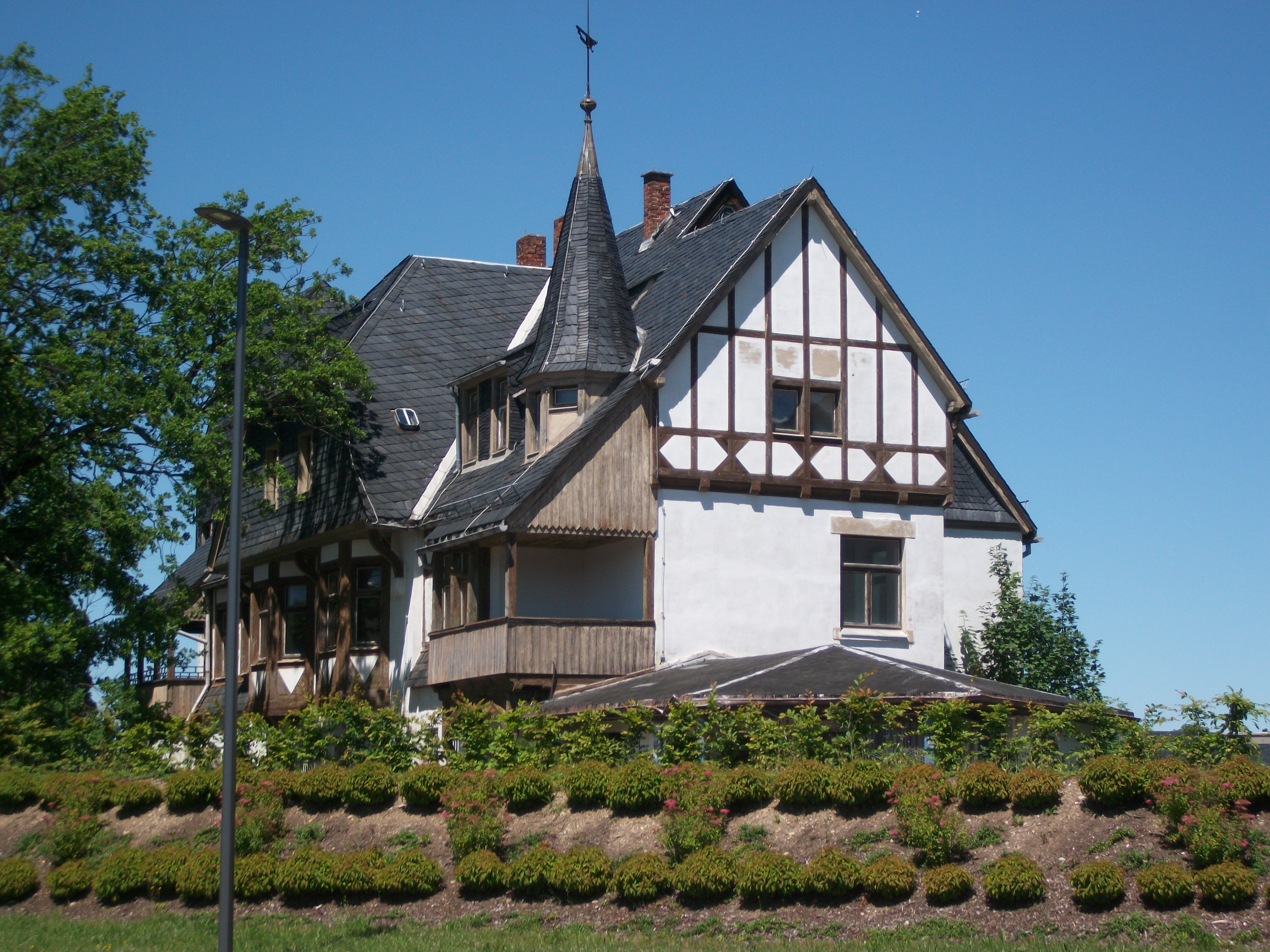
Schloss Hoheneck, Nebengebäude

Im Jahr 1862 wurde das Schloss Hoheneck abgetragen und an gleicher Stelle die „Königlich-sächsische Weiberzuchtanstalt“ eröffnet. Das Gefängnis auf Schloss Hoheneck besaß eine von der Kommune Hoheneck unabhängige Verwaltung. Die in Hoheneck inhaftierten Frauen wurden 1886 in das Zuchthaus Waldheim verlegt. Nach umfangreichen Erweiterungsarbeiten entstand in Hoheneck eine Haftanstalt für Männer, in der auch immer wieder politisch Inhaftierte untergebracht waren, so z. B. zur Zeit der Weimarer Republik die „Roten Bergleute“ aus dem Lugau-Oelsnitzer Steinkohlenrevier, Widerstandskämpfer gegen den Nationalsozialismus und nach 1945 Verurteilte der Sowjetischen Militäradministration in Deutschland (SMAD). In den Zeiten der beiden Weltkriege diente das Schloss Hoheneck auch als Reservelazarett.

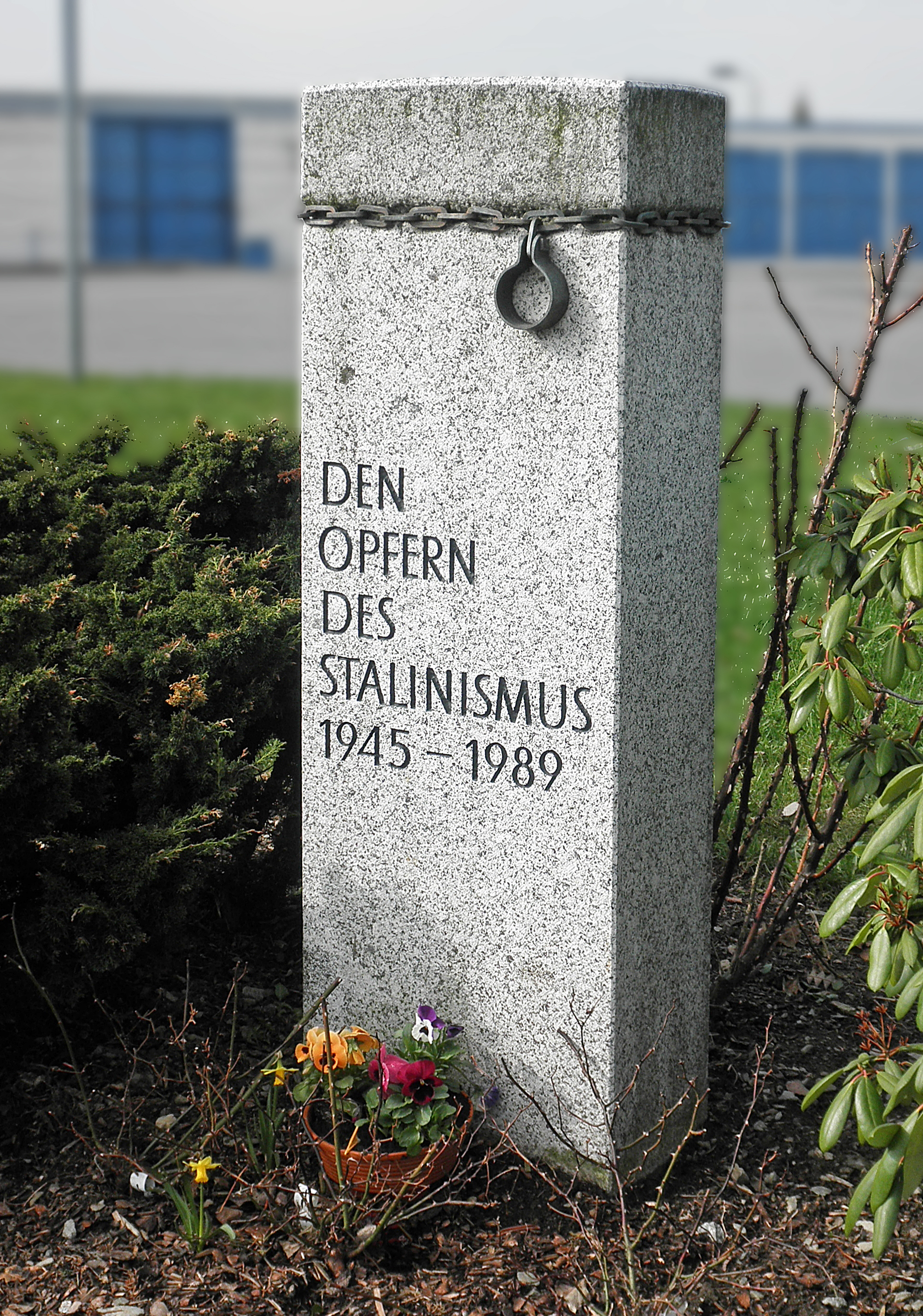
Gedenkstein vor ehem. Frauengefängnis der DDR in Hoheneck (2010)

1950 wurden durch sowjetische Militärtribunale 1119 Frauen aus den Speziallagern Nr. 4 Bautzen und Nr. 7 Sachsenhausen nach Hoheneck verlegt. Das für maximal 600 Häftlinge ausgelegte Zuchthaus wurde zum ersten Mal überbelegt. Hoheneck wurde zu einem Gefängnis für aus politischen Gründen inhaftierten Frauen, wodurch in der DDR der Name „Hoheneckerinnen“ für diese Frauen zum Synonym wurde. Auch kriminelle Frauen waren in Hoheneck untergebracht und teilweise mit den politisch Gefangenen in einer Zelle untergebracht. Die Inhaftierten mussten für verschiedene Betriebe der Umgebung ihre Arbeit innerhalb bzw. außerhalb der Gefängnismauern verrichten. In den 1970er Jahren saßen zeitweise bis zu 1600 Häftlinge in Hoheneck ein. Im Zuge der Bestrebungen, eine internationale Anerkennung der DDR zu erlangen, wurden 1983 nach Besichtigungen durch UN-Kommissionen in den DDR-Haftanstalten die Haftbedingungen grundlegend verändert. Noch bis etwa Mitte 1989 saßen 400 Gefangene ein, davon etwa 30 Prozent politische Gefangene. Im November 1989, nach dem Fall der Mauer, erfolgte eine Amnestie für die letzten politischen Häftlinge der DDR. Bereits im Herbst 1989 protestierten die Gefangenen durch Arbeitsverweigerungen und Hungerstreik für bessere Haftbedingungen bzw. Amnestie.
1990 wurde Hoheneck als einziges Frauengefängnis des Freistaats Sachsen fortgeführt. Ab 1994 waren im Westflügel der JVA auch männliche Strafgefangene (Kurzstrafen) untergebracht. Vollzogen wurde Strafhaft für weibliche und männliche sowie Untersuchungshaft und Jugendarrest für weibliche Verurteilte. Ende April 2001 wurden das Gefängnis geschlossen und die letzten Gefangenen in andere Gefängnisse verlegt. Danach stand das Gebäude für zwei Jahre leer.

### Das Schloss Hoheneck seit 2001
Mitte des Jahres 2003 verkaufte der Freistaat Sachsen Hoheneck an einen privaten Investor. Die geplante Umnutzung zu einem Freizeit- und Erholungskomplex scheiterte einerseits am Widerstand der Opferverbände, andererseits an wirtschaftlichen Schwierigkeiten. Nachdem die Stadt Stollberg das Areal samt den Gebäuden im Jahr 2014 erworben hatte, erfolgte die vom Freistaat Sachsen geförderte Sanierung. Das künftige Konzept sieht eine räumlich getrennte Nutzung als Gedenkstätte, Freizeittreff und Begegnungsstätte mit Übernachtungsmöglichkeiten vor. Dieses Konzept soll in Zusammenarbeit von Eigentümer, Stadt und Opferverein umgesetzt werden.
Als erster Schritt wurde im Jahr 2015 eine Gedenkstätte mit original erhaltenem Zellentrakt im Südflügel eingerichtet, in dem auch Führungen stattfinden. 2017 zog die interaktive Lern- und Erlebniswelt „Phänomenia“ im Nordflügel des Schlosses Hoheneck ein, wodurch sich die ehemalige Justizvollzugsanstalt allmählich zum Kulturzentrum wandelt. Nach dem Umbau des Schlosses soll im Westflügel eine Gedenkstätte zur historischen Einordnung des SED-Unrechts und zur Würdigung der Opfer eingerichtet werden. Auch das Theaterpädagogische Zentrum des Erzgebirgskreises „Burattino“ soll seinen Sitz im Westflügel des Schlosses haben. Die Orgel im Kapellensaal des Westflügels wird ebenfalls saniert. Im Dachgeschoss des Südflügels zieht nach der Sanierung das „Abora Science Center“ eingerichtet, auf der die ABORA-Schilfboot-Expeditionen über das Mittelmeer und den Nordatlantik in einer interaktiven Ausstellung vorgestellt werden.

## Baubeschreibung

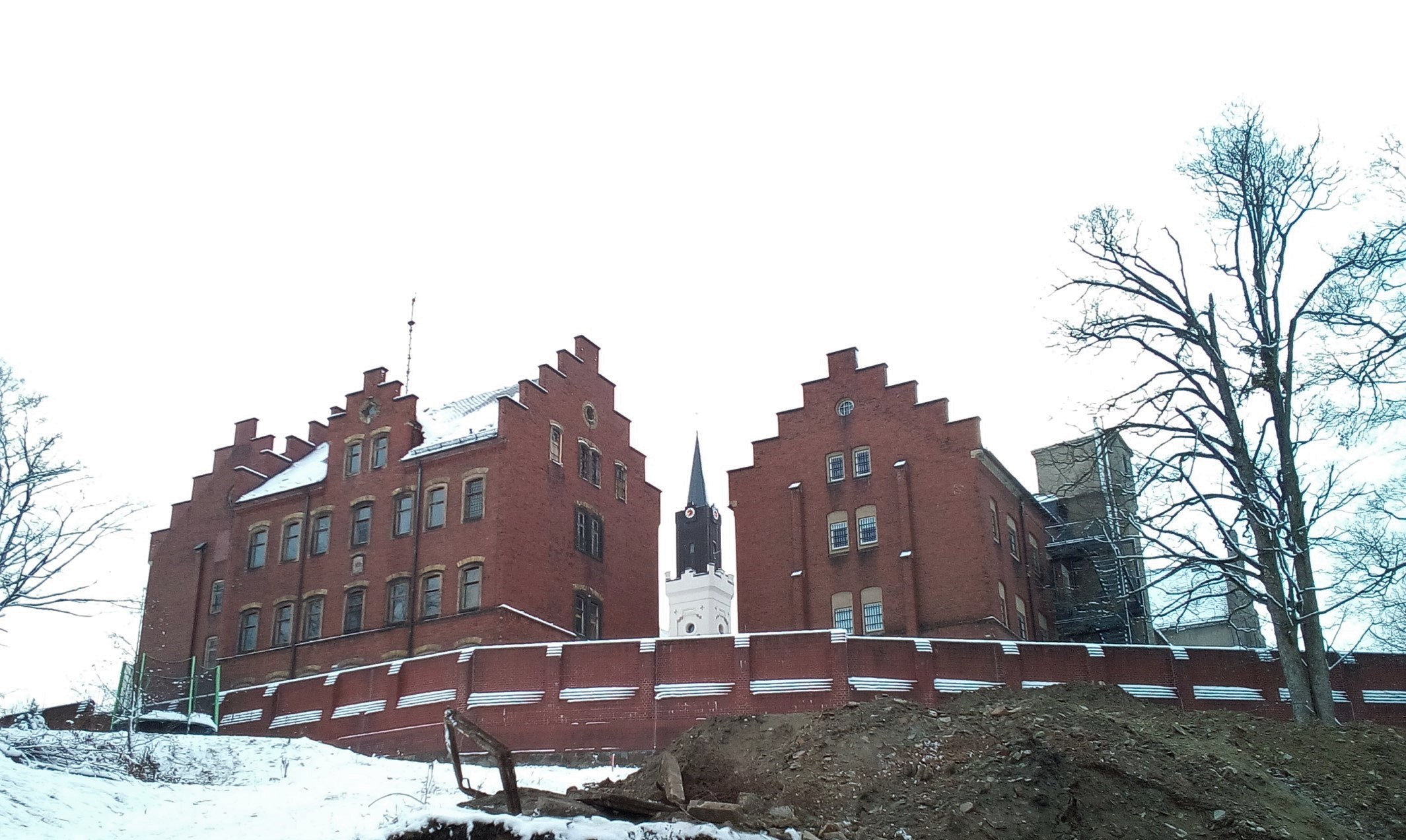
Schloss Hoheneck mit Schlossmauer und Turm

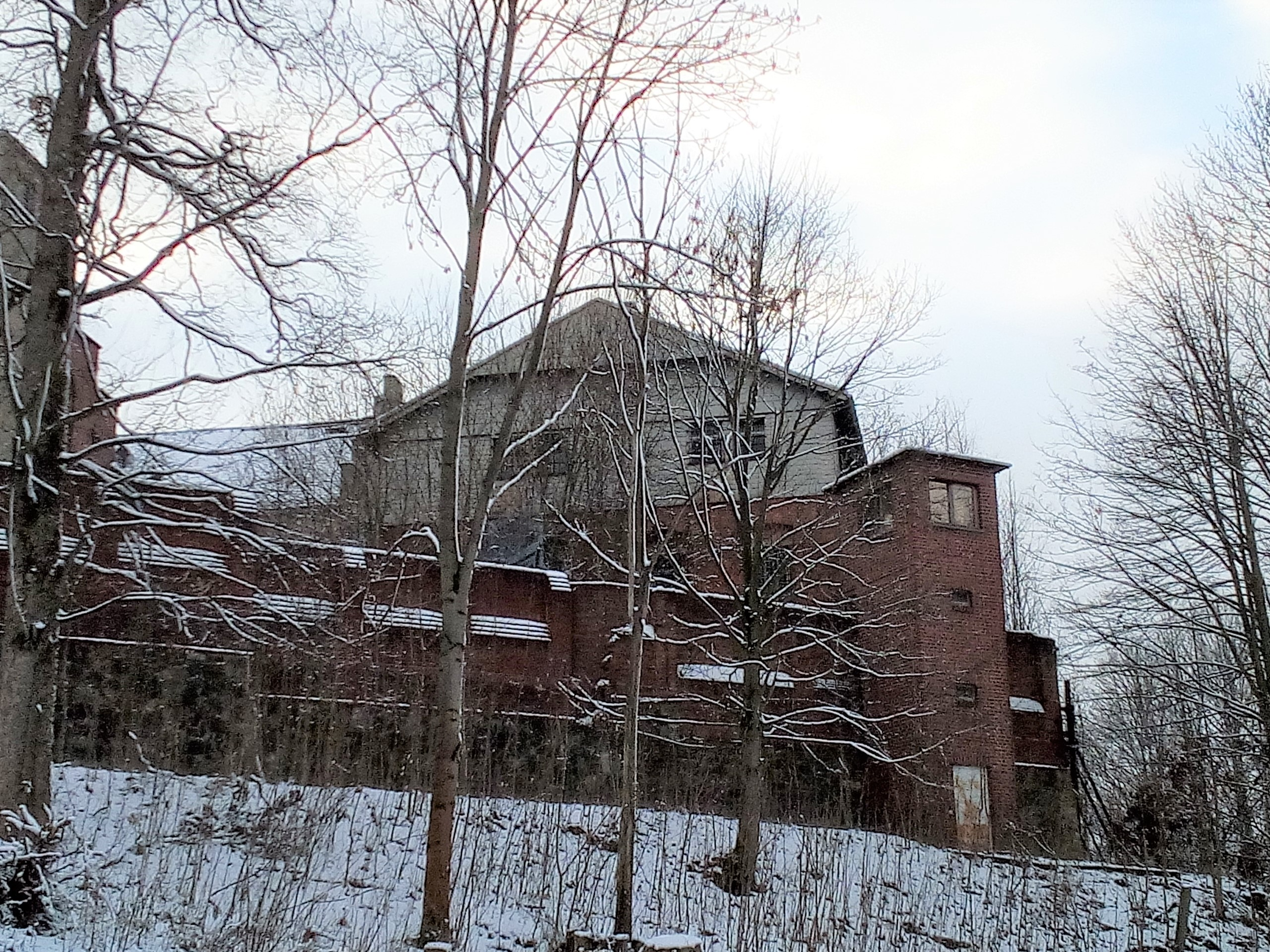
Schloss Hoheneck, Wachturm und Schlossmauer

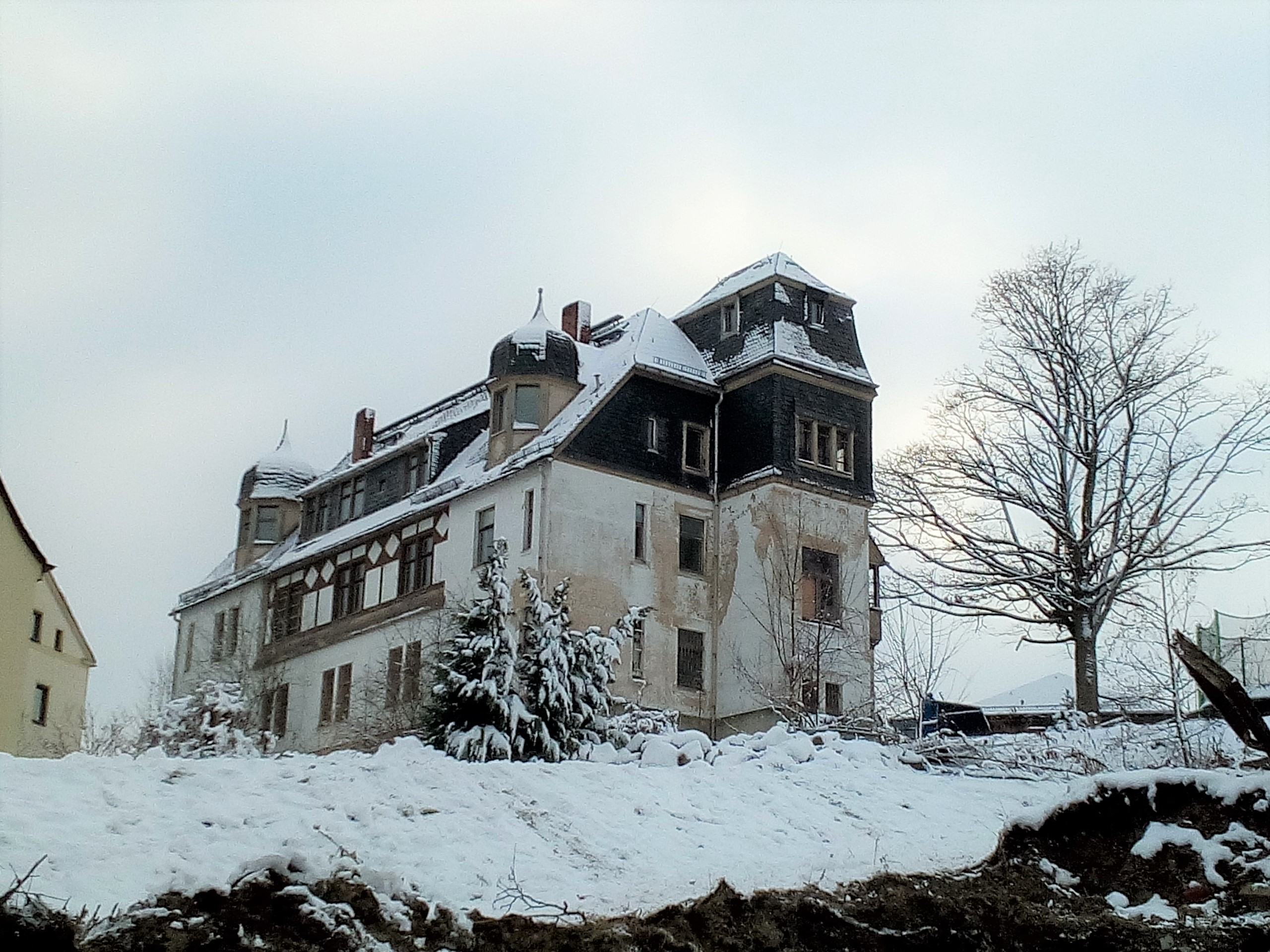
Schloss Hoheneck, Nebengebäude

Die Kernanlage des Schlosses Hoheneck besteht aus vier um einen Innenhof gruppierten Gefängnisbauten mit Ausstattung, unter anderem eine Orgel. Nördlich der Kernanlage befinden sich die Wirtschaftsgebäude mit ehemaliger Wäscherei und Krankenstation. Die Anlage wird durch eine 415 Meter lange und zwischen 4 und 7 Meter hohe Einfriedungsmauer begrenzt, die mit Glasscherben versetzt ist. Im Westen und Norden der Mauer befinden sich zwei Wachtürme aus dem 20. Jahrhundert. Im Osten schließt sich das Wachgebäude und ein Tor an die Mauer an. Im Norden befindet sich gegenüber der Mauer ein Beamtenwohnhaus, an welches ein Pförtnergebäude angrenzt.
Die heutigen Gebäude entstanden ab 1862, als auf Hoheneck die „Weiberstrafanstalt“ errichtet wurde und die dafür die Vorgängerbauten weichen mussten. Während der Westteil und die Hälfte des Nordflügels bereits 1862 entstanden, stammen der Süd-, Ost- und die andere Hälfte des Nordflügels sowie die nördlich vorgelagerten Wirtschaftsgebäude aus der Zeit zwischen 1885 und 1888.

### Westflügel
Der Westflügel der Vierflügelanlage aus dem Jahr 1862 ist ein fünfgeschossiger graubrauner Putzbau auf mächtigem Sockel. An den Schmalseiten befinden sich dominante Treppengiebel und an der Außen-Langseite drei Mittelrisalite mit ebenfalls getreppten Giebeln. Während der untere Teil des Gebäudes im Bogenstil erbaut wurde, weist das zweite Obergeschoss gerade Stürze auf. Die oberen drei Geschosse besitzen kleine Gefängnisfenster, unterbrochen nur von den großen Rundbogenfenstern beiderseits, die den Saal (darüber eiserner Dachstuhl) bezeichnen. Hier befindet sich auf einer Empore eine defekte Orgel von Kircheisen (Dresden) aus der Zeit um 1870.

### Nordflügel
Der Nordflügel besitzt die gleiche Fassade wie der Westflügel, jedoch um ein Geschoss reduziert. An den Bau von 1862 schließt sich der Erweiterungsbau der Jahre 1885 bis 1888 an. Dem gesamten Nordflügel ist ein zum größten Teil flacher Anbau inkl. Aufzug aus der Zeit der DDR vorgelagert.

### Südflügel
Der zwischen 1885 und 1888 errichtete Südflügel ist der authentischste Teil des einstigen Gefängnisses. In ihm befinden sich originale Zellentüren und Gitter, Gucklöcher sowie Aufkleber der letzten Nutzungszeit. Im Keller befinden sich die bis 1983 genutzte Wasserzelle und die Dunkelzelle. Die Fassade des viergeschossigen roten Ziegelgebäudes weist Segmentbogenöffnungen auf, jedoch haben die Fenster hinter der Ziegelhülle noch Natursteingewände mit geradem Sturz. Zur Gliederung der Fassade tragen außen an der Langseite zwei vor die Wand gesetzte Schornsteine im Sinne einer Kolossalordnung bei. Die Giebel sind hier ebenfalls getreppt. Die große Lichtöffnung im Satteldach beleuchtete das bemerkenswerte viergeschossige Treppenhaus mit schmiedeeisernen Geländern, von dem die Zellen abgehen. Zu DDR-Zeit wurde diese Lichtöffnung durch Einfügung eines „Dachgeschosses“ versperrt. Am Südflügel befindet sich ein zum Teil verputzter Campanile mit Uhr und pyramidalem Helm.

### Ostflügel
Der ebenfalls zwischen 1885 und 1888 errichtet Ostflügel stellte das Verwaltungsgebäude der Haftanstalt dar. Der Ostflügel ist ein dreigeschossiges rotes Ziegelgebäude mit Treppengiebel und Segmentbogenöffnungen, die durch gelbe Ziegel akzentuiert sind. Unter Beibehaltung der kleinen stehenden Gauben erfolgte eine neue Schieferdeckung.

### Innenhof der Vierflügelanlage
Der Innenhof der Vierflügelanlage zeigt bis in die Gegenwart die Situation der Gefängniszeit. Im Zentrum befindet sich eine vielteilige Peitschenlampe aus der DDR-Zeit, ein Podest mit Wachhaus, mehrere Bänke und ein Baum. Zum Südflügel hin gibt es noch einen Absperrzaun, der Kontakt mit den Insassen verhindern sollte.

### Wirtschaftsgebäude
Die nördlich der der Kernanlage zwischen 1885 und 1888 errichteten Wirtschaftsgebäude befinden sich innerhalb der Schlossmauer. Im Stil und Material gleichen sie den Gebäuden der 1880er Jahre, allerdings wurden sie etwas stärker verändert. Im östlichen Teil war die Wäscherei untergebracht, im mittleren und westlichen Teil die Krankenstation.

### Pförtnergebäude, Beamtenwohnhaus und Wachgebäude
Die Pförtner-, Beamten- und Wachgebäude stammen aus dem 20. Jahrhundert. Sie befinden sich außerhalb der alten Mauer.
Das Pförtnergebäude aus dem Jahr 1964 befindet sich östlich der älteren Gebäude. Es besteht aus einem vorgezogenen Flachdach und Pilotis. Das hohe Tor des Hauses wurde 2012 abgebrochen.
Das Beamtenwohnhaus von 1928 schließt sich nordwestlich an das Pförtnerhaus an. Es wurde in den 1960er Jahren als Verwaltungsgebäude genutzt. Dieser Bau wurde im Heimatstil mit Türmchen, Balkonen, Zierfachwerk und Schiefer-Fußwalmen ausgestattet. Die Türen im Inneren sind jedoch noch stark vom Jugendstil beeinflusst. Die Formensprache des Baus stammt zum Teil aus der Zeit zwischen 1905 und 1910.
Das Wachgebäude aus dem Jahr 1930 ist ein flacher, schlichter Klinkerbau, an dem sich das zweite Tor befindet. Aus der Zeit nach 1990 stammen die beiden großen Metalltore und der NATO-Stacheldraht im Eingangsbereich.

### Ehemalige Gebäude
Das inzwischen abgerissene Kulturhaus des Schlosses stammte aus dem Jahr 1955. Es entstand sowohl für Bedienstete der Anstalt, aber auch für Bewohner des Ortsteils (Kino, Jugendweihe). Das Gebäude hatte sowohl Formen des „Nationalen Kulturerbes“ als auch Einflüsse der Internationalen Moderne (Proportionen, Mauerschwünge) und innen eine Bühne.
Im Jahr 2012 wurde ein um 1850 entstandenes dreigeschossiges Wohn-Wirtschaftsgebäude abgerissen, das sich an der Südseite des äußeren Tores befand. Dieses galt als ein baulicher Überrest der Schlossanlage vor 1862. Das im ländlichen Baustil errichtete Gebäude besaß Naturstein-Fenstergewände und Mischmauerwerk sowie ein flaches Satteldach.
Südwestlich der Kernanlage befanden sich ein Gewächshaus und ein Freibad, welche vor 2015 abgebrochen wurden und jetzt nur noch in Resten vorhanden sind.

### Schlossmauer
Eine 415 Meter lange und zwischen 4 und 7 Meter hohe Einfriedungsmauer aus Ziegelsteinen, die mit Glasscherben versetzt ist, begrenzt die Vierflügelanlage und die Wirtschaftsgebäude, sowie im Südwesten die Reste eines Gewächshauses und eines Bades. Im Westen und Norden der Mauer befinden sich zwei Wachtürme aus dem 20. Jahrhundert.